# Mami Kanedaová
Mami Kanedaová (japonsky 金田 真美, * 9. března 1968) je bývalá japonská fotbalistka.

## Reprezentační kariéra
Za japonskou reprezentaci v letech 1984 až 1986 odehrála 3 reprezentační utkání.

## Statistiky
| Japonsko | Japonsko | Japonsko |
| Roky     | Záp.     | Góly     |
| -------- | -------- | -------- |
| 1984     | 2        | 0        |
| 1985     | 0        | 0        |
| 1986     | 1        | 0        |
| Celkem   | 3        | 0        |